# Siège de Saint-Jean-d'Angély (1351)
Pour les articles homonymes, voir Siège de Saint-Jean-d'Angély.
 (octobre 2015).
Guerre de Cent Ans
Batailles
Le siège de Saint-Jean-d'Angély se déroula en Saintonge de mars à août 1351.
De nos jours on s'interroge encore sur les motivations qui poussèrent Jean II de France à faire le siège de cette petite ville sans importance du point de vue militaire.

## Siège
En mars 1351, Jean II le Bon ordonna que fut mis le siège devant Saint-Jean-d'Angély. Les chevaliers poitevins, saintongeais, tourangeaux, angevins installèrent leur camp au pied des murs de la cité. Les maréchaux Guy II de Nesle et Édouard Ier de Beaujeu furent désignés pour prendre le commandement de l'armée royale française.
Les Français ne prirent aucune initiative pour attaquer la ville car ils manquaient d'organisation et ne disposaient d'aucun engin de siège assez puissant pour ébranler les murs de Saint-Jean-d'Angély. La ville resta inctacte, les Français refusant on ne sait pourquoi d'attaquer cette petite ville de Saintonge sans grand intérêt stratégique pour le royaume de France. Un message parvint au roi d'Angleterre, les habitants de la ville assiégée demandaient l'aide du souverain anglais. Édouard III d'Angleterre ordonna à Arnaud-Amanieu d'Albret de se porter au secours des assiégés de Saint-Jean-d'Angély. Arrivé sur les lieux, le sire d'Albret refusa d'engager bataille avec les Français. Arnaud-Amanieu d'Albret regagna Bordeaux, laissant les pauvres habitants de la ville à la merci de l'armée française.
Une compagnie ayant à sa tête Jean III, comte de Sancerre, comptant vingt-deux écuyers, arriva en renfort devant Saint-Jean d'Angély le 29 avril 1351.
Dans ce face à face entre les deux armées, où il n'y eut aucun combat, un groupe de soixante chevaliers ayant à leur tête le maréchal Guy de Nesle furent capturés par le sire d'Albret et emmenés à Bordeaux. Malgré la grande déception que lui causa la capture du maréchal, Jean II le Bon tint à conduire lui-même le siège de la ville de Saint-Jean-d'Angély. Le mois d'août arriva et l'armée française assiégeait toujours la ville, l'armée française semblait n'avoir aucune motivation pour prendre cette cité. Le 7 août 1351, la présence du roi de France poussa les habitants à ouvrir les portes de leur cité au souverain français.